# 京都高度技術研究所

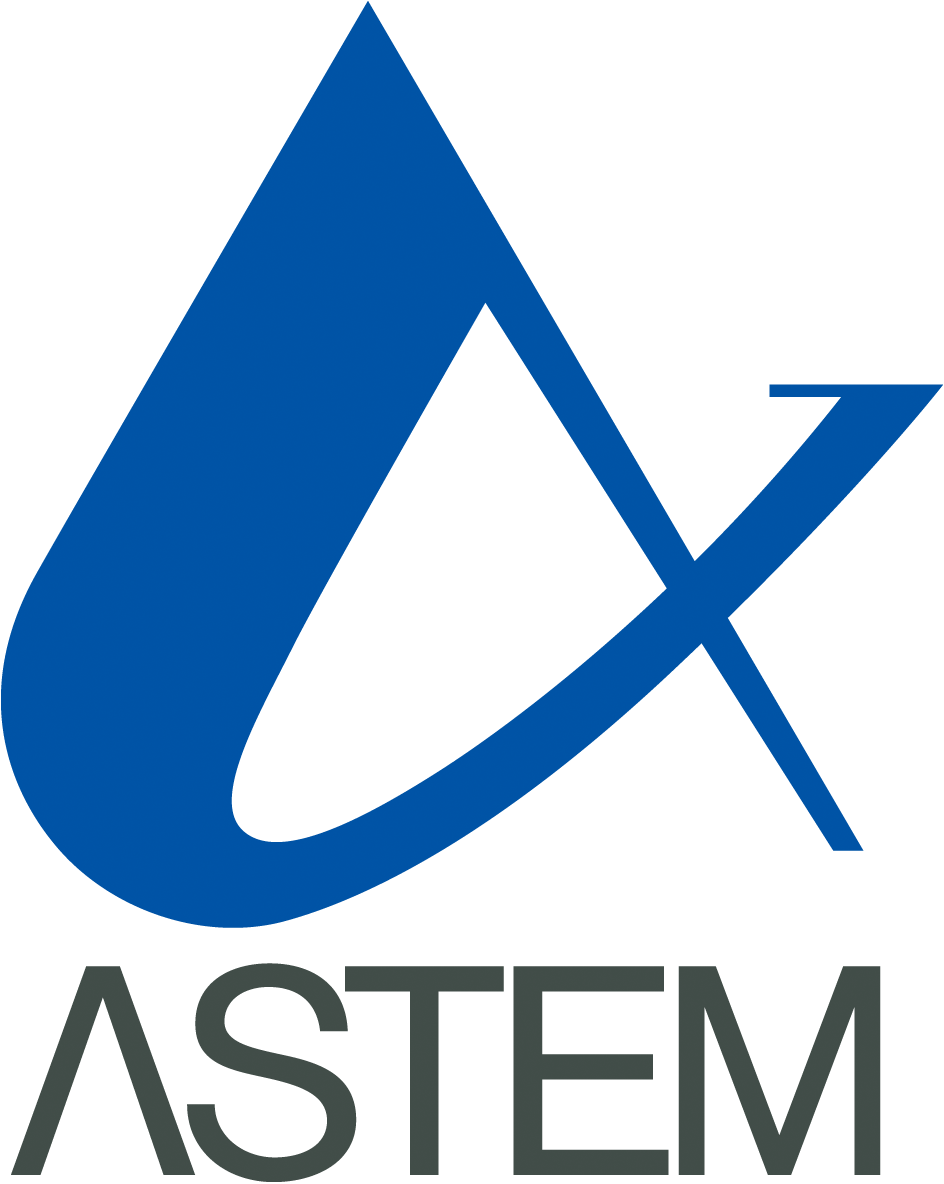
ASTEM logo

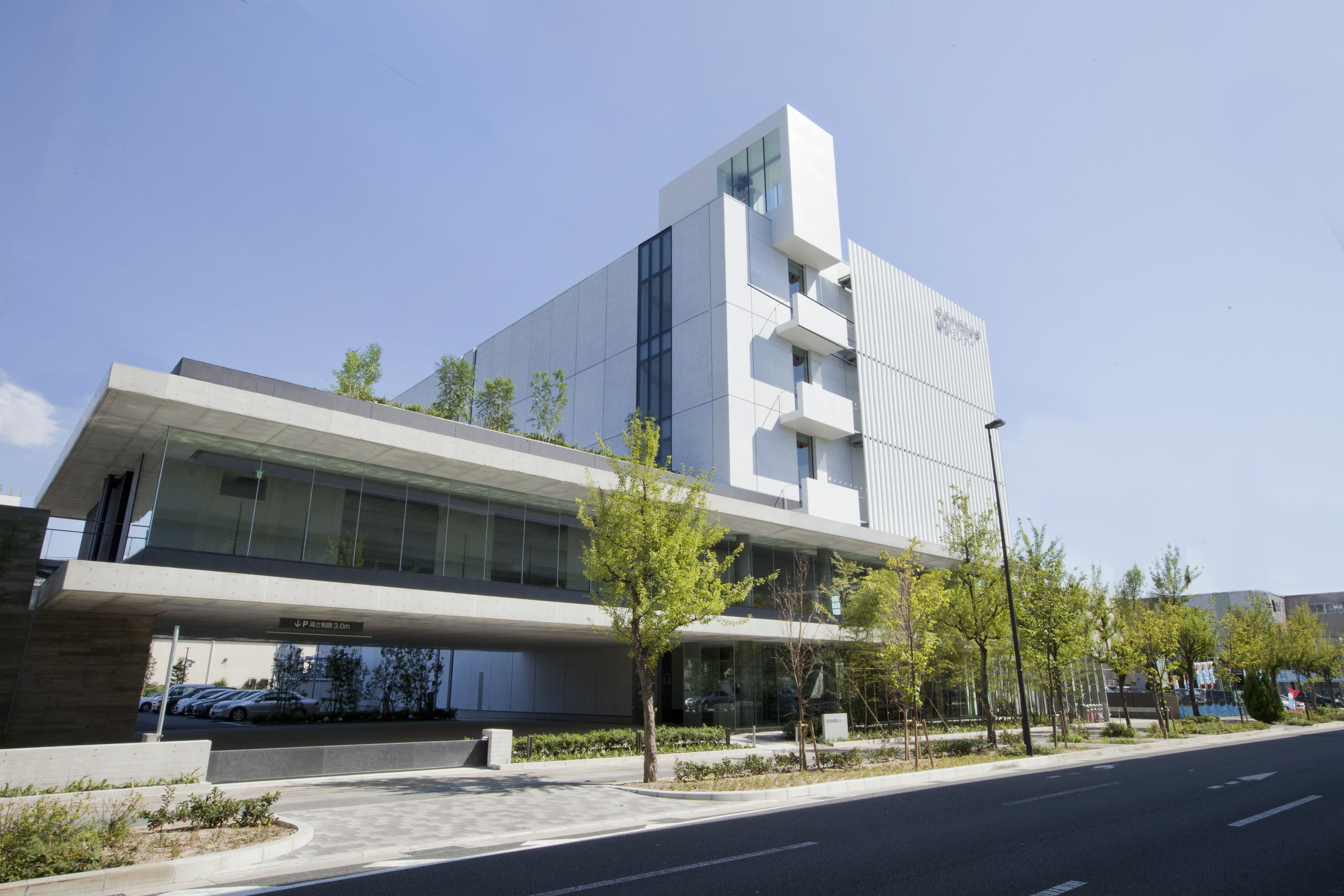
京都市成長産業創造センター

公益財団法人京都高度技術研究所（きょうとこうどぎじゅつけんきゅうしょ、略称: アステム、ASTEM RI／KYOTO）は、京都の産業、科学技術の振興を目的として設立された研究機関。京都府、京都市、地元産業界、京都大学などを設立の中心とする公益法人である。

## 概要
ソフトウェア技術、システム技術等のICT（情報通信技術）を活用した先端科学技術の研究、開発、調査等を行い、科学技術の振興と地域社会の発展に寄与するとともに、ベンチャー・中小企業に対する総合的な支援を行い、京都市内の中小企業の振興と地域経済の活性化を図る活動を行っている。
- 1988年（昭和63年）08月 - 財団設立
- 2005年（平成17年）04月 - 株式会社京都ソフトアプリケーションの機能を統合[3]
- 2009年（平成21年）10月 - 財団法人京都市中小企業支援センターと統合[4]
- 2013年（平成25年）04月 - 公益財団法人化[5]

## 基本財産
基本財産 - 3億円
- 京都市 - 1億円（33.3％）
- 京都府 - 5千万円（16.7％）
- 地元産業界 - 1億1千万円（36.7％）
- その他 - 4千万円（13.3％）

## 施設

### ASTEM棟
- 住所 - 京都市下京区中堂寺南町134 京都リサーチパーク東地区内（北緯34度59分41.140秒 東経135度44分24.579秒 / 北緯34.99476111度 東経135.74016083度）
- 竣工 - 1989年（平成元年）9月26日
- 開所 - 1989年（平成元年）10月20日
- 構造 - 鉄骨・コンクリート造
- 規模 - 地上10階・地下1階、延床面積 7,074.58 m2[6]

### 京都市成長産業創造センター
- 住所 - 京都市伏見区治部町105 らくなん進都内（北緯34度56分21.148秒 東経135度45分6.988秒 / 北緯34.93920778度 東経135.75194111度）
- 竣工 - 2013年（平成25年）9月
- 開所 - 2013年（平成25年）11月1日
- 構造 - 鉄骨造及び鉄骨鉄筋コンクリート造
- 規模 - 地上5階・地下1階、延床面積 5,938.84 m2[7]

## 沿革
- 1988年（昭和63年） - 京都府知事から財団法人京都高度技術研究所設立許可（財団設立）
- 1989年（平成元年） - 第1期VIL入居募集開始（ベンチャー企業支援開始）
- 京都リサーチパーク東地区内にASTEM棟竣工し開所[8]（メカトロニクス・ICT分野の研究開発開始）
- 1995年（平成7年） - 京都市役所内のLAN運用管理を受託（自治体の情報ネットワーク運営支援開始）
- kyoto-Inet、kyoto-Pnet サービス開始
- 1996年（平成8年） - 情報網「洛中洛外」（スポーツ情報システム）稼働
- 1997年（平成9年） - 情報網「洛中洛外」（京都市観光文化情報システム）稼働
- 1999年（平成11年） - 京都市地域プラットフォーム事業開始（新事業創出支援体制の構築）[9]
- 2000年（平成12年） - 創業準備支援室（スタートアップベンチ<StB>）開設
- 2002年（平成14年） - 地域新生コンソーシアム研究開発事業（経済産業省委託）の事業管理開始
- 知的クラスター創成事業（文部科学省委託事業）開始 （産学連携推進体制の本格化）
- オスカー認定制度 開始 （中小企業の経営革新に対する支援開始）
- 2003年（平成15年） - 京都バイオ産業技術フォーラム設立
- 2004年（平成16年） - 京都市地域結集型共同研究事業（JST委託事業）開始
- 2005年（平成17年） - 株式会社京都ソフトアプリケーションの機能を統合[3]
- 2006年（平成18年） - (独法)情報通信研究機構（NICT）より多言語観光情報プラットフォーム開発受託
- 2007年（平成19年） - プライバシーマーク付与認定
- 2008年（平成20年） - 知的クラスター創成事業（第II期）（文部科学省委託事業）開始
- 2009年（平成21年） - Mobileware開発センター・EtherCAT認証テストセンター 開設
- 財団法人京都市中小企業支援センターと統合[4]（産業支援機能・体制の拡充）
- イノベーション創出コミュニティ（STC3）事業開始
- 2010年（平成22年） - 京都市医工薬産学公連携支援オフィス 開設
- 2011年（平成23年） - 京都産学公共同研究拠点「知恵の輪」京都バイオ計測センター を KISTIC 内に開所
- 2012年（平成24年） - イノベーションネットアワード 2013 経済産業大臣賞受賞
- 2013年（平成25年） - ASTEM公益財団法人化
- 地域イノベーション戦略支援プログラム（文部科学省補助事業）開始
- スーパークラスタープログラム（JST委託事業）開始
- 京都市成長産業創造センター（ACT Kyoto） を京都市伏見区に開所（新施設開設）
- 2014年（平成26年） - ASTEM開所25周年
- 2015年（平成27年） - 京都市ライフイノベーション創出支援センター 及び同支所開設
- 京都市ソーシャルイノベーション研究所（SILK）開設

## 歴代理事長
| 代    | 氏名     | 在任時期             | 就任時の役職                                 |
| ----- | -------- | -------------------- | -------------------------------------------- |
| 初代  | 堀場雅夫 | 1988年8月～2002年6月 | 株式会社堀場製作所 取締役会長                |
| 第2代 | 西川禕一 | 2002年7月～2005年3月 | 京都大学名誉教授、大阪工業大学学長           |
| 第3代 | 髙木壽一 | 2005年6月～2011年6月 | 元京都市副市長                               |
| 第4代 | 森井保光 | 2011年7月～2012年5月 | 京都市企画監                                 |
| 第5代 | 西本清一 | 2012年7月～現在      | 京都市産業技術研究所理事長、京都大学名誉教授 |

## 副理事長
- 阿草清滋 - 南山大学大学院理工学研究科長、京都大学学術情報メディアセンター客員教授、名古屋大学名誉教授・客員教授
- 牧野圭祐 - 京都市成長産業創造センター センター長／京都大学名誉教授
- 上田誠 - 京都市産業観光局長

## 歴代所長
| 代    | 氏名     | 在任時期             | 就任時の役職                                                                                         |
| ----- | -------- | -------------------- | --- |
| 初代  | 大野豊   | 1988年8月～1992年3月 | 京都大学名誉教授                                                                                     |
| 第2代 | 花房秀郎 | 1992年4月～1994年3月 | 京都大学名誉教授                                                                                     |
| 第3代 | 松本吉弘 | 1994年4月～1998年3月 | 京都大学工学部教授、大阪工業大学情報科学部教授                                                       |
| 第4代 | 西川禕一 | 1998年4月～2002年3月 | 京都大学名誉教授、大阪工業大学情報科学部長                                                           |
| 第5代 | 池田克夫 | 2002年4月～2007年6月 | 京都大学名誉教授、大阪工業大学情報科学部情報メディア学科長                                           |
| 第6代 | 中村行宏 | 2007年7月～2014年3月 | 京都大学名誉教授、立命館大学総合理工学研究機構教授                                                   |
| 第7代 | 阿草清滋 | 2014年4月～現在      | 南山大学大学院理工学研究科長、京都大学学術情報メディアセンター客員教授、名古屋大学名誉教授・客員教授 |

## 副所長
- 美濃導彦 - 京都大学学術情報メディアセンター 教授
- 吉本昌弘 - 京都工芸繊維大学 副学長・大学院工芸科学研究科電気電子工学系教授、ナノ材料・デバイス研究プロジェクトセンター長
- 牧野圭祐 - 京都市成長産業創造センター センター長／京都大学名誉教授

## 組織
- 総務部
- 地域産業活性化本部
  - 中小企業成長支援部
  - 企業特化型支援部
  - 創業人材育成支援部
  - 京都市ソーシャルイノベーション研究所
- 研究開発本部
  - ICT研究開発部
- 産学公連携事業本部
  - 産学公連携企画部
  - 京都市ライフイノベーション創出支援センター
  - 京都市ライフイノベーション創出支援センター 支所
  - 地域イノベーション戦略推進部
  - スーパークラスター事業推進部
- 京都市成長産業創造センター
  - 成長産業創造部

## アクセス
- JR嵯峨野線丹波口駅から徒歩5分
- 市バス、京阪京都交通バス「京都リサーチパーク前」、京都バス「五条千本」 下車 徒歩2分
- 京都駅、地下鉄五条駅、阪急西院駅、阪急大宮駅、京阪清水五条駅からのアクセス→ KRP HP「アクセス ■交通のご案内」